# Juan Figueroa
Juan Figueroa, detto Juanchi (San Juan, 6 marzo 1986), è un allenatore di pallavolo ed ex pallavolista portoricano.
Giocava nel ruolo di schiacciatore e allena la CSU Los Angeles.

## Carriera

### Giocatore
La carriera di Juan Figueroa inizia a livello giovanile nella squadra della Bayamón MA; in questo periodo inoltre fa parte delle selezioni giovanili portoricane, vincendo la medaglia di bronzo al campionato nordamericano Under-21 2004, venendo anche premiato come miglior difesa del torneo. Successivamente si trasferisce per motivi di studio negli Stati Uniti d'America, dove partecipa dal 2005 al 2008 alla Division I NCAA con la Southern California; durante questi anni riceve le prime chiamate in nazionale maggiore, vincendo la medaglia d'argento alla Coppa Panamericana 2007.
Nella stagione 2008 inizia la carriera professionistica nella Liga de Voleibol Superior Masculino, difendendo i colori dei Plataneros de Corozal, con cui si aggiudica lo scudetto, ricevendo anche il premio di miglior esordiente. Nella stagione 2009-10 approda in Germania, partecipando alla 1. Bundesliga col Franken, per poi fare ritorno in Porto Rico per il campionato 2010, raggiungendo un'altra finale scudetto coi Plataneros de Corozal; con la nazionale vince la medaglia di bronzo alla Coppa Panamericana 2010 e quella d'oro ai XXI Giochi centramericani e caraibici.
Nel campionato 2010-11 gioca ancora nella 1. Bundesliga tedesca, ma questa volta per il Moerser. Nel campionato successivo torna a giocare in Liga de Voleibol Superior Masculino, difendendo i colori dei Patriotas de Lares; al termine degli impegni in patria, si reca in Grecia, dove disputa la seconda parte della stagione 2011-12 con l'Olympiakos.
Nel campionato 2012-13 difende ancora i colori dei Patriotas de Lares, mentre nel campionato successivo, in seguito alla cessione del titolo della sua franchigia ai Caribes de San Sebastián, difende i colori di questi ultimi, che tuttavia non si iscrivono nella stagione 2014, nella quale approda in prestito ai Capitanes de Arecibo, aggiudicandosi il suo secondo scudetto; con la nazionale vince la medaglia d'argento ai XXII Giochi centramericani, dove indossa per l'ultima volta la maglia della nazionale. Nella stagione seguente viene ceduto ai Gigantes de Carolina in cambio di José Rivera, venendo ceduto nuovamente ai Capitanes de Arecibo prima dell'inizio del torneo, al termine del quale si ritira dalla pallavolo giocata.

### Allenatore
Nel 2016 viene nominato assistente allenatore alla CSU Los Angeles, dove resta anche l'anno seguente, ricevendo prima i gradi di primo allenatore ad interim e poi ricoprendo il medesimo ruolo a tutti gli effetti.

## Palmarès

### Club
- Campionato portoricano: 2

2008, 2014

### Nazionale (competizioni minori)
- Campionato nordamericano Under-21 2004
- Coppa Panamericana 2007
- Coppa Panamericana 2010
- Giochi centramericani e caraibici 2010
- Giochi centramericani e caraibici 2014

### Premi individuali
- 2004 - Campionato nordamericano Under-21: Miglior difesa
- 2008 - Liga de Voleibol Superior Masculino: Miglior esordiente
- 2009 - Coppa Panamericana: Miglior attaccante
- 2010 - Liga de Voleibol Superior Masculino: Offensive Team
- 2012 - Liga de Voleibol Superior Masculino: All-Star Team
- 2012 - Qualificazioni nordamericane ai Giochi della XXX Olimpiade: Miglior realizzatore
- 2013 - Liga de Voleibol Superior Masculino: All-Star Team
- 2014 - Liga de Voleibol Superior Masculino: All-Star Team